# Юліус Вебер
Юліус Вебер (нім. Julius Weber; нар. 1888, Львів — пом. 1942, Брацлав) — буковинський журналіст, редактор, громадській діяч, політик; німецькомовний єврей.

## Життєпис
Народився в 1888 році в єврейській купецькій родині у Львові. Згодом переїхав у Чернівці де працював журналістом. Редагував щоденну газету нім. «Czernowitzer Tagblatt».
Разом із анонімний помічником занотував і видав друком події російської окупації Чернівців.
Впродовж 1917-1918 разом із ще одним чернівецьким редактором Альфредом Шварцом редагував спільне воєнне видання газет нім. «Czernowitzer Allgemeine Zeitung» та нім. «Czernowitzer Tagblatt».
У травні 1918 року разом із Еліасом Вайнштайном виступив співзасновником і редактором (до 1940 року) нім. «Czernowitzer Morgenblatt», де в різні часи друкувались Альфред Маргул-Шпербер, Роза Ауслендер, Майер Ебнер.
В 1920-х та 1930-х був членом різноманітних громадських об'єднань, депутатом міської ради. Займався правами єврейської та німецькомовної меншин, був противником політики румунізації.
В 1941 був депортований до Трансністрії, де був вбитий у Брацлаві на початку 1942.